# Yazılıkaya
Yazılıkaya (v turščini vpisana skala) je bilo svetišče Hatuše (danes vas Boğazköy), glavnega mesta Hetitskega imperija, leži danes v provinci Corum, Turčija.
Za Hetite je bilo sveto mesto, ki se je nahajalo na peš oddaljenosti od mestnih vrat Hatuše. Imelo je dve glavni komori (sobi) brez stropa (dvorani A in B), oblikovani znotraj skupine naravnega skalovja. Dostop do prostora je bil pod nadzorom ozkega prehoda in gradbenih struktur, zgrajenih tik pred njim, med njimi tempelj z oltarjem. Do danes so ohranjeni le temelji teh zgradb, saj so bile zgrajene iz opeke. 
Najbolj impresivni so danes skalni reliefi v sobah A in B, portretiranja bogov hetitskega panteona.
Funkcija Yazilikaje je vprašljiva, saj nimamo nobenega vira, le veliko teorij. Tu naj bi se odvijale velike državne verske slovestnosti. Yazilikaja naj bi simbolno predstavljala nekakšno hišo oz. svetišče, kjer se zberejo bogovi ob začetku hetitskega novega leta. V zvezi s tem verovanjem je potekala velika slovesnost, ko je bil potrjen tudi Veliki kralj Hetitov. Drugi avtorji postavljajo druge teorije. Glede na reliefe in sprevode bogov naj bi spomenik predstavljal obrede očiščevanja. Dokazano pa je, da je bila lokacija v uporabi tudi kot kraj pokopa. Precej vprašljiva je tudi funkcija dvorane B glede na to, da je tu kar dvakrat prikazan kralj Tudalija, kar kaže na posebno povezavo z njim. Ob njem je prikazan bog meča Nergal, bog podzemlja ter relief s procesijo 12 bogov, tudi skupina bogov podzemlja. Tako naj bi bila dvorana B kraj spomina na kralja Tudalijo, če ne kar njegova grobnica (mavzolej).
Svetišče je bilo v uporabi vsaj od konca 16. stoletja pred našim štetjem, vendar večina skalnih reliefov sega do vladanja hetitskih kraljev Tudalija IV. in Šupiluliuma II. v poznem 13. stoletju pr. n. št., ko je mesto doživelo pomembno obnovo.
Najbolj impresivna je soba A, ki vsebuje skalne reliefe 64 božanstev v procesiji. Leva stena prikazuje procesijo moških božanstev, ki nosijo tradicionalne kilte, poudarjene čevlje in rogate klobuke. Gorski bogovi so prikazani tudi s kratkimi krili, ki simbolizirajo skalne gore. Desna stena prikazuje procesijo ženskih božanstev, ki nosijo krone in dolga krila. Edina izjema od tega je boginja ljubezni in vojne, Šavška (mezopotamska boginja Ištar / Inana), ki je prikazana na moški strani procesije z dvema ženskima spremljevalkama. To je verjetno zato, ker je njen moški atribut kot boginja vojne. Imena bogov so vsakič vklesana nad rokami. Procesija vodi do osrednje scene dvojice bogov, ki sta na vrhu hetitskega panteona: bog groma Tešup, ki stoji na dveh gorskih bogovih in sončna boginja Hebat, ki stoji na panterju, s spremstvom. Na desnem koncu procesije ženskih boginj, nasproti glavnemu reliefu, je edina upodobitev človeka: velikega kralja Tudalija IV., ki je prikazan celo večji kot druge figure (2,20 m visok) ter smelo gleda proti osrednjemu prizoru. V roki nosi ukrivljeno palico, ki je najverjetneje simbol oblasti. Za Hebat sta prikazana njegovi sin Šarum, hči Alanzu in vnukinja.
Manjša in ožja je soba B, vendar ima večje in bolje ohranjene reliefe, saj je bil prostor zasut z zemljo do odkritja v 19. stoletju. Prostor bi lahko služil kot pogrebni mavzolej ali spomenik hetitskega kralja Tudalija IV.
Kot dvorana A je bil prostor tlakovan, dolg je 18 m in širok 2-4 metre. Relief predstavlja boga podzemlja Nergala - upodobljen je kot meč, iz katerega raste človeška postava. Zraven je upodobljen kralj Tudhalija, ki ga objema njegov bog zaščitnik Šarum. Najslavnejša in najbolje ohranjena upodobitev iz Yazilikaje je sprevod bogov podzemlja: 12 enakih figur, ki v rokah nosijo srpe ali ukrivljene meče, na glavah pa imajo značilna koničasta pokrivala.